# Symphyllia erythraea
Symphyllia erythraea е вид корал от семейство Mussidae. Възникнал е преди около 0,0117 млн. години по времето на периода кватернер. Видът не е застрашен от изчезване.

## Разпространение и местообитание
Разпространен е в Джибути, Египет, Еритрея, Йемен, Израел, Индия, Йордания, Кения, Коморски острови, Мадагаскар, Майот, Мозамбик, Оман, Саудитска Арабия, Сейшели, Сомалия, Судан и Танзания.
Обитава океани, морета, заливи и рифове.